# Alireza Sabahifard
Alireza Sabahifard (em persa: علیرضا صباحی‌فرد ; 21 de março de 1963) é um oficial militar iraniano que serve como atual comandante da Força Aérea de Defesa da República Islâmica do Irã e ex-comandante da Força Aérea do Irã. Ele foi nomeado para o cargo por Ali Khamenei em 29 de maio de 2018.